# Anabel Medina Garrigues
Ana Isabel „Anabel“ Medina Garrigues (* 31. Juli 1982 in Valencia) ist eine ehemalige spanische Tennisspielerin. Ab 2018 ist sie Kapitänin der spanischen Fed-Cup-Mannschaft.

## Karriere
Anabel Medina Garrigues, die im Alter von sieben Jahren im Kreis ihrer Familie mit dem Tennisspielen begann, bevorzugt für ihr Spiel Hartplätze.
Medina Garrigues gewann in ihrer Karriere 28 Titel im Doppel. Fünf ihrer elf Einzelerfolge sicherte sie sich in Palermo und drei in Straßburg. Ihre höchste Position in der WTA-Weltrangliste erreichte sie mit Rang 16 im Mai 2009. Ihre besten Ergebnisse bei Grand-Slam-Turnieren erzielte sie mit dem Einzug ins Achtelfinale der Australian Open in den Jahren 2002 und 2009 sowie bei den French Open im Jahr 2007.
In der Doppelweltrangliste war Medina Garrigues im November 2008 die Nummer 3. Ihre größten Erfolge feierte sie an der Seite von Virginia Ruano Pascual, mit der sie 2008 und 2009 jeweils den Titel der French Open gewann. 2008 gewann sie an deren Seite bei den Olympischen Spielen in Peking die Silbermedaille. Bei den US Open erreichte sie 2012 noch einmal das Halbfinale im Doppel, das sie mit ihrer Partnerin Hsieh Su-wei jedoch gegen Lucie Hradecká und Andrea Hlaváčková mit 6:72 und 4:6 verlor.
2013 gewann sie zusammen mit Fernando Verdasco für Spanien den Hopman Cup. Im Finale besiegten sie Serbien mit 2:1.
Ab 2003 spielte Medina Garrigues zudem für die spanische Fed-Cup-Mannschaft; ihre Bilanz weist 18 Siege bei 16 Niederlagen aus.
Seit Mai 2017 war Medina Garrigues Trainerin von Jeļena Ostapenko, die nur wenige Wochen später als Ungesetzte völlig überraschend den Einzeltitel der French Open gewann.
Nach den US Open 2018 beendete sie ihre Karriere.

## Turniersiege

### Einzel
| Nr. | Datum           | Turnier   | Kategorie         | Belag     | Finalgegnerin           | Ergebnis       |
| --- | --------------- | --------- | ----------------- | --------- | ----------------------- | -------------- |
| 1.  | 15. Juli 2001   | Palermo   | WTA Tier V        | Sand      | Cristina Torrens Valero | 6:4, 6:4       |
| 2.  | 25. Juli 2004   | Palermo   | WTA Tier V        | Sand      | Flavia Pennetta         | 6:4, 6:4       |
| 3.  | 21. Mai 2005    | Straßburg | WTA Tier III      | Sand      | Marta Domachowska       | 6:4, 6:3       |
| 4.  | 24. Juli 2005   | Palermo   | WTA Tier IV       | Sand      | Klára Koukalová         | 6:4, 6:0       |
| 5.  | 13. Januar 2006 | Canberra  | WTA Tier IV       | Hartplatz | Cho Yoon-jeong          | 6:4, 0:6, 6:4  |
| 6.  | 23. Juli 2006   | Palermo   | WTA Tier IV       | Sand      | Tathiana Garbin         | 6:4, 6:4       |
| 7.  | 26. Mai 2007    | Straßburg | WTA Tier III      | Sand      | Amélie Mauresmo         | 6:4, 4:6, 6:4  |
| 8.  | 24. Mai 2008    | Straßburg | WTA Tier III      | Sand      | Katarina Srebotnik      | 4:6, 7:64, 6:0 |
| 9.  | 2. Mai 2009     | Fès       | WTA International | Sand      | Jekaterina Makarowa     | 6:0, 6:1       |
| 10. | 30. April 2011  | Oeiras    | WTA International | Sand      | Kristina Barrois        | 6:1, 6:2       |
| 11. | 17. Juli 2011   | Palermo   | WTA International | Sand      | Polona Hercog           | 6:3, 6:2       |

### Doppel
| Nr. | Datum              | Turnier          | Kategorie         | Belag             | Partnerin              | Finalgegnerinnen                            | Ergebnis          |
| --- | ------------------ | ---------------- | ----------------- | ----------------- | ---------------------- | ------------------------------------------- | ----------------- |
| 1.  | 4. März 2001       | Acapulco         | WTA Tier III      | Sand              | María José Martínez    | Virginia Ruano Pascual Paola Suárez         | 6:4, 6:75, 7:5    |
| 2.  | 8. April 2001      | Porto            | WTA Tier IV       | Sand              | María José Martínez    | Alexandra Fusai Rita Grande                 | 6:1, 6:75, 7:5    |
| 3.  | 6. Mai 2001        | Bol              | WTA Tier III      | Sand              | María José Martínez    | Nadja Petrowa Tina Pisnik                   | 7:5, 6:4          |
| 4.  | 5. August 2001     | Basel            | WTA Tier IV       | Sand              | María José Martínez    | Joannette Kruger Marta Marrero              | 7:65, 6:2         |
| 5.  | 25. Juli 2004      | Palermo          | WTA Tier V        | Sand              | Arantxa Sánchez        | Ľubomíra Kurhajcová Henrieta Nagyová        | 6:3, 7:64         |
| 6.  | 18. Juni 2005      | ’s-Hertogenbosch | WTA Tier III      | Rasen             | Dinara Safina          | Iveta Benešová Nuria Llagostera Vives       | 6:4, 2:6, 7:611   |
| 7.  | 25. September 2005 | Portorož         | WTA Tier IV       | Hartplatz         | Roberta Vinci          | Jelena Kostanic Katarina Srebotnik          | 6:4, 5:7, 6:2     |
| 8.  | 4. August 2007     | Stockholm        | WTA Tier IV       | Hartplatz         | Virginia Ruano Pascual | Chan Chin-wei Tetjana Luschanska            | 6:1, 5:7, [10:6]  |
| 9.  | 11. Januar 2008    | Hobart           | WTA Tier IV       | Hartplatz         | Virginia Ruano Pascual | Eleni Daniilidou Jasmin Wöhr                | 6:2, 6:4          |
| 10. | 6. Juni 2008       | French Open      | Grand Slam        | Sand              | Virginia Ruano Pascual | Casey Dellacqua Francesca Schiavone         | 2:6, 7:5, 6:4     |
| 11. | 27. Juli 2008      | Portorož         | WTA Tier IV       | Hartplatz         | Virginia Ruano Pascual | Wera Duschewina Jekaterina Makarowa         | 6:4, 6:1          |
| 12. | 28. September 2008 | Peking           | WTA Tier II       | Hartplatz         | Caroline Wozniacki     | Han Xinyun Xu Yifan                         | 6:1, 6:3          |
| 13. | 5. Juni 2009       | French Open      | Grand Slam        | Sand              | Virginia Ruano Pascual | Wiktoryja Asaranka Jelena Wesnina           | 6:1, 6:1          |
| 14. | 1. Mai 2010        | Fès              | WTA International | Sand              | Iveta Benešová         | Lucie Hradecká Renata Voráčová              | 6:3, 6:1          |
| 15. | 9. Mai 2010        | Oeiras           | WTA International | Sand              | Sorana Cîrstea         | Witalija Djatschenko Aurélie Védy           | 6:1, 7:5          |
| 16. | 25. Juli 2010      | Bad Gastein      | WTA International | Sand              | Lucie Hradecká         | Timea Bacsinszky Tathiana Garbin            | 6:72, 6:1, [10:5] |
| 17. | 19. Februar 2011   | Bogotá           | WTA International | Sand              | Edina Gallovits-Hall   | Sharon Fichman Laura Pous Tió               | 2:6, 7:66, [11:9] |
| 18. | 10. Juli 2011      | Budapest         | WTA International | Sand              | Alicja Rosolska        | Natalie Grandin Vladimíra Uhlířová          | 6:2, 6:2          |
| 19. | 2. März 2013       | Florianópolis    | WTA International | Hartplatz         | Jaroslawa Schwedowa    | Anne Keothavong Walerija Sawinych           | 6:0, 6:4          |
| 20. | 21. Juni 2013      | ’s-Hertogenbosch | WTA International | Rasen             | Irina-Camelia Begu     | Dominika Cibulková Arantxa Parra Santonja   | 4:6, 7:63, [11:9] |
| 21. | 21. Juli 2013      | Båstad           | WTA International | Sand              | Klára Zakopalová       | Alexandra Dulgheru Flavia Pennetta          | 6:1, 6:4          |
| 22. | 24. Februar 2014   | Florianópolis    | WTA International | Hartplatz         | Jaroslawa Schwedowa    | Francesca Schiavone Silvia Soler Espinosa   | 7:61, 2:6, [10:3] |
| 23. | 6. April 2014      | Charleston       | WTA Premier       | Sand              | Jaroslawa Schwedowa    | Chan Hao-ching Chan Yung-jan                | 7:64, 6:2         |
| 24. | 15. Februar 2015   | Antwerpen        | WTA Premier       | Hartplatz (Halle) | Arantxa Parra Santonja | An-Sophie Mestach Alison Van Uytvanck       | 6:4, 3:6, [10:5]  |
| 25. | 23. Mai 2015       | Nürnberg         | WTA International | Sand              | Chan Hao-ching         | Lara Arruabarrena Vecino Ioana Raluca Olaru | 6:4, 7:65         |
| 26. | 27. Februar 2016   | Acapulco         | WTA International | Hartplatz         | Arantxa Parra Santonja | Kiki Bertens Johanna Larsson                | 6:0, 6:4          |
| 27. | 6. März 2016       | Monterrey        | WTA International | Hartplatz         | Arantxa Parra Santonja | Petra Martić Maria Sanchez                  | 4:6, 7:5, [10:7]  |
| 28. | 21. Mai 2016       | Straßburg        | WTA International | Sand              | Arantxa Parra Santonja | María Irigoyen Liang Chen                   | 6:2, 6:0          |

### Team-Wettbewerbe
| Datum          | Turnier    | Kategorie | Belag     | Partner           | Finalgegner                | Ergebnis |
| -------------- | ---------- | --------- | --------- | ----------------- | -------------------------- | -------- |
| 5. Januar 2013 | Hopman Cup | ITF       | Hartplatz | Fernando Verdasco | Ana Ivanović Novak Đoković | 2:1      |

## Abschneiden bei Grand-Slam-Turnieren

### Einzel
| Turnier         | 2001 | 2002 | 2003 | 2004 | 2005 | 2006 | 2007 | 2008 | 2009 | 2010 | 2011 | 2012 | 2013 | 2014 | Karriere |
| --------------- | ---- | ---- | ---- | ---- | ---- | ---- | ---- | ---- | ---- | ---- | ---- | ---- | ---- | ---- | -------- |
| Australian Open | 2    | AF   | 1    | 3    | 1    | 1    | 1    | 2    | AF   | 1    | 1    | 3    | 1    | 1    | AF       |
| French Open     | 1    | —    | Q1   | 2    | 3    | 3    | AF   | 3    | 2    | 2    | 2    | 3    | 1    | Q2   | AF       |
| Wimbledon       | 1    | —    | —    | 1    | 1    | 3    | 1    | 3    | 3    | 1    | 1    | 2    | 1    | —    | 3        |
| US Open         | 1    | —    | Q2   | 2    | 3    | 1    | 3    | 2    | 2    | 1    | 3    | 1    | 1    | —    | 3        |

Zeichenerklärung: S = Turniersieg; F, HF, VF, AF = Einzug ins Finale / Halbfinale / Viertelfinale / Achtelfinale; 1, 2, 3 = Ausscheiden in der 1. / 2. / 3. Hauptrunde; Q1, Q2, Q3 = Ausscheiden in der 1. / 2. / 3. Runde der Qualifikation; n. a. = nicht ausgetragen

### Doppel
| Turnier         | 2001 | 2002 | 2003 | 2004 | 2005 | 2006 | 2007 | 2008 | 2009 | 2010 | 2011 | 2012 | 2013 | 2014 | 2015 | 2016 | 2017 | 2018 | Karriere |
| --------------- | ---- | ---- | ---- | ---- | ---- | ---- | ---- | ---- | ---- | ---- | ---- | ---- | ---- | ---- | ---- | ---- | ---- | ---- | -------- |
| Australian Open | —    | 2    | 1    | 1    | VF   | 1    | AF   | HF   | AF   | 1    | 2    | 1    | 1    | 2    | 2    | AF   | —    | —    | HF       |
| French Open     | 1    | —    | —    | 1    | 2    | HF   | VF   | S    | S    | HF   | AF   | AF   | 1    | 1    | AF   | 1    | —    | 2    | S        |
| Wimbledon       | 1    | —    | —    | 1    | AF   | VF   | AF   | AF   | HF   | 1    | 2    | 1    | 1    | AF   | AF   | AF   | —    | —    | HF       |
| US Open         | 1    | —    | —    | 2    | 1    | —    | AF   | HF   | AF   | 2    | AF   | HF   | AF   | 2    | 2    | —    | —    | 1    | HF       |

### Mixed
| Turnier         | 2001 | 2002 | 2003 | 2004 | 2005 | 2006 | 2007 | 2008 | 2009 | 2010 | 2011 | 2012 | 2013 | 2014 | 2015 | 2016 | 2017 | 2018 | Karriere |
| --------------- | ---- | ---- | ---- | ---- | ---- | ---- | ---- | ---- | ---- | ---- | ---- | ---- | ---- | ---- | ---- | ---- | ---- | ---- | -------- |
| Australian Open | —    | AF   | —    | —    | —    | —    | 1    | 1    | HF   | 1    | 1    | —    | AF   | VF   | AF   | 1    | —    | —    | HF       |
| French Open     | —    | —    | —    | —    | —    | —    | —    | —    | —    | 1    | AF   | —    | —    | 1    | —    | 1    | —    | 1    | AF       |
| Wimbledon       | 1    | —    | —    | —    | 2    | 1    | 2    | —    | AF   | —    | —    | —    | —    | 1    | HF   | 2    | —    | —    | HF       |
| US Open         | AF   | —    | —    | —    | AF   | VF   | —    | —    | —    | 1    | —    | —    | HF   | AF   | 1    | —    | —    | —    | HF       |